# Ralf Kellermann
Ralf Kellermann (* 24. September 1968 in Duisburg) ist ein ehemaliger deutscher Fußballspieler und Trainer. Seit 2017 arbeitet er als Sportlicher Leiter beim VfL Wolfsburg. Als Torwart bestritt er elf Profieinsätze in der 2. Bundesliga.

## Karriere

### Fußballspieler
Der aus Duisburg stammende Kellermann sammelte beim MSV Duisburg erste Spielerfahrungen. Dort war er während der Zeit in der Oberliga Nordrhein ab 1986 und nach dem Wiederaufstieg in die 2. Bundesliga 1989 Ersatzmann hinter Stammkeeper Heribert Macherey. Seinen ersten Profieinsatz bestritt er am letzten Spieltag der Saison 1989/90 am 17. Mai 1990 in der Partie bei Eintracht Braunschweig (1:4) über 90 Minuten. Auch in der folgenden Saison absolvierte er einen kompletten Einsatz (2:2 beim SV Darmstadt 98). Nach dem Aufstieg in die 1. Bundesliga gehörte Kellermann auch in der Saison 1991/92 zum MSV-Aufgebot, war jedoch nach der Verpflichtung von Wolfgang Kellner als neuem Stammkeeper nur noch die Nummer drei im Duisburger Tor.
Nach dem Abstieg verließ Kellermann den Verein und wechselte zum zu diesem Zeitpunkt drittklassigen FSV Frankfurt. Mit den Hessen stieg er 1994 in die 2. Bundesliga auf, doch dort blieb ihm hinter dem vom Nachbarn Eintracht Frankfurt geholten Thomas Ernst in der Regel nur die Rolle des Ersatztorhüters. Insgesamt bestritt er in der Saison 1994/95, an deren Ende der sofortige Wiederabstieg des abgeschlagen auf dem letzten Tabellenplatz landenden FSV stand, neun Zweitligapartien. Kellermann kehrte nach Nordrhein-Westfalen zurück und war in den folgenden Jahren für den SC Verl, die Sportfreunde Siegen, den SC Paderborn 07 und den SV Lippstadt 08 meist in der jeweils dritthöchsten deutschen Spielklasse aktiv.

### Fußballtrainer
Seit dem Ende seiner Spielerlaufbahn ist Kellermann als Trainer tätig. Er betreute zunächst die Männermannschaft des SV Brunsrode-Flechtorf, die er in die Bezirksliga führte. Danach wechselte er zum VfL Wolfsburg und leitete dort die Scouting-Abteilung, ehe er im Sommer 2008 als Nachfolger von Bernd Huneke die Frauenmannschaft als Trainer übernahm. Im November 2010 musste Kellermann sich einer Operation an der Bandscheibe unterziehen; während seiner Ausfallzeit wurde er von seinen Assistenten Britta Carlson und Frank Pichatzek vertreten. Im Sommer 2013 holte Kellermann als Trainer mit dem VfL Wolfsburg das „Triple“ mit dem Gewinn der Champions League, der deutschen Meisterschaft und des DFB-Pokals. Im Folgejahr gewann seine Mannschaft erneut den Champions-League-Titel und die deutsche Meisterschaft. Aufgrund dieser Erfolge wurde Kellermann im Frauenfußball zum FIFA-Welttrainer des Jahres 2014 gewählt. Am 3. April 2017 kündigte er seinen Rücktritt als Trainer des VfL Wolfsburg zum Saisonende 2016/17 an, um mit Beginn der neuen Saison Sportdirektor des Vereins zu werden. Sein Nachfolger als Trainer wurde sein bisheriger Co-Trainer Stephan Lerch.

## Erfolge

### Als Spieler
- Aufstieg in die Bundesliga 1991 mit dem MSV Duisburg
- Aufstieg in die 2. Bundesliga 1994 mit dem FSV Frankfurt

### Als Trainer
- Champions-League-Sieger: 2013, 2014
- Deutscher Meister: 2013, 2014, 2017
- DFB-Pokal-Sieger: 2013, 2015, 2016, 2017

## Auszeichnungen
- FIFA-Welttrainer des Jahres im Frauenfußball 2014[5], Nominierung 2013[6]